# Angelis Gatsos

Statue von Gatsos in Aridea, Almopia

Angelis Gatsos (griechisch Αγγελής Γάτσος, * 1771 in Sarakinovo, heute Sarakini; † 1839 in Chalkida) war ein slawischsprachiger griechischer Militärkommandeur während der Griechischen Revolution.
Gatsos stammte aus der zentralmakedonischen Region Almopia und spielte im griechischen Unabhängigkeitskrieg eine wichtige Rolle, nicht nur in Makedonien, sondern auch in Mittelgriechenland. Im Alter von 20 Jahren schloss er sich den Klephten-Gruppen in Zentralmakedonien an und spielte eine führende Rolle bei der Eroberung Naoussas vom Osmanischen Reich 1822. Nachdem die Osmanische Armee die Stadt zerstört hatte, floh er mit  Anastasios Karatasos nach Südgriechenland, wo er an vielen Kämpfen um die griechische Unabhängigkeit teilnahm. 1826 begab er sich nach Euböa, wo er eine eigene Kampfgruppe bildete, mit der er an der Schlacht von Atalandi in Böotien teilnahm. Nach der Gründung des Königreichs Griechenland trat er der griechischen Armee bei und starb im Range eines Obersts 1839 in Chalkida.